# Scopula rubellaria
Scopula rubellaria là một loài bướm đêm trong họ Geometridae.